# Plasmodium (Schleimpilze)
Als Plasmodium wird bei Schleimpilzen eine vielkernige, membranumschlossene Protoplasmamasse bezeichnet, die sich per Phagozytose ernährt. Bei den Myxomyceten geht aus der einkernigen amöboiden Zelle der ersten Phase durch mehrfache Kernteilungen ein vielkerniges Plasmodium hervor. Es stellt die wichtigste Phase des trophischen Stadiums im Lebenszyklus der (echten) Schleimpilze dar. Unter günstigen Umständen reift das Plasmodium, bildet Fruktifikationen aus und geht in einen sporenbildenden Fruchtkörper über. Die in diesem Fruchtkörper, dem Sporokarp, enthaltenen Sporen werden nach dessen Zerfall mit dem Wind verbreitet. Aus diesen können keimend wiederum einzellige amoeboide Lebewesen entstehen – eine Myxamöbe oder in nasser Umgebung begeißelt ein Myxoflagellat –, zunächst mit nur einem Zellkern.
Folgende Typen von Plasmodien sind verbreitet:
- Protoplasmodium: Es ist nur mit dem Mikroskop sichtbar und unauffällig. Es ist bei basalen Formen der Myxogastrien verbreitet, den Echinosteliida.
- Aphanoplasmodium: Es wird ein feines Netzwerk gebildet, das durchaus größere Flächen bedeckt. Vertreter dieses Types sind die Stemonitidae.[3]
- Phaneroplasmodium: Es ist mit bloßem Auge sichtbar und ist sowohl morphologisch und als auch funktionell klar differenziert. Er ist somit der am höchsten entwickelte Typ. Die Physarida und die Liceida bilden Phaneroplasmodien.[3]

Bei der Unterklasse der Dictyostelia wird ein sogenanntes Pseudoplasmodium gebildet. Dieses entsteht durch Zusammenkriechen der zellwandlosen Myxamöben. Jede Zelle behält aber dennoch ihre Eigenständigkeit. Es wird auch Aggregationsplasmodium genannt.

## Nachweise
1. ↑  Henry Stempen, Steven L. Stevenson: Myxomycetes. A Handbook of Slime Molds. Timber Press, 1994, ISBN 0-88192-439-3, S. 161 ff.
2. 1 2  H. O. Schwantes: Biologie der Pilze. Stuttgart 1996, ISBN 3-8252-1871-6, S. 308–311.
3. 1 2 3  Michael J. Dykstra, Harold W. Keller: Mycetozoa In: John J. Lee, G. F. Leedale, P. Bradbury (Hrsg.): An Illustrated Guide to the Protozoa. Band 2. Allen, Lawrence 2000, ISBN 1-891276-23-9, S. 960–961 (englisch).